# 近藤葵
近藤 葵（こんどう あおい、1978年6月6日 - ）は、日本のシンガーソングライター。妻は医師、モデルの近藤千種。福岡県出身のAB型。旧名はAOI / 葵。

## 来歴
幼少時代からカーペンターズ、J-POP・歌謡曲を聴いて育つ。学生時代にはスポーツ少年でありながら吹奏楽部でサックスを担当。当時誘われたライブハウスで、全く興味がなかったバンドに目覚める。高校卒業後すぐに上京。エアロスミスやガンズ・アンド・ローゼズ等のロックバンドに衝撃を受け、ボーカリストとして音楽活動を開始。2000年前後に活動したZipangは当時音楽雑誌SHOXXの表紙を飾り、多数のTV出演、ロサンゼルスでレコーディング等、派手な宣伝にて活動後、解散。根強いファンを持つバンドであった。Zipangの解散後、自分が求めるロックを追求する為に"GOLD ROCKS"を立ち上げる。活動中、当時ボーカリストを探していた44MAGNUMの広瀬さとしと出会い、リードギタリスト不在だったGOLD ROCKSに彼がサプライズ参加した"GOLD ROCKS with JIMMY"として活動した時期もあった。広瀬さとしに誘われて"Velvet Spider"を結成。初ライブが日本武道館という異例のバンドだったが、方向性の違いにより脱退。その後、一時休止していた"GOLD ROCKS"を進化させたソロ名義バンド"GOLD SEVENTEEN"にて様々なミュージシャンと共に活動した。
2009年、友人のDJ Don Juan DeMarcoと共に"ELECTRO x ROCK"をコンセプトに"KONDO AOI"プロジェクトをスタート。
2010年10月31日、「KONDO AOI」としてフルアルバム「SURREAL STREET」をリリース。
2012年、自身のブログにて当時医学部5年生でモデルだった近藤千種と2011年3月5日に入籍していたことを発表。7月、長男のKeitoが誕生。
2013年3月、長年住んできた東京を離れ愛知へと拠点を移す。引退宣言こそしてなかったものの、実質表舞台からは10年程退いていた。
2022年8月27日、ドラマーとして成長した息子"Keito"との親子ロック音楽ユニット「OYATOCO」が名古屋今池GROWにて初ライブを行った。
2023年1月20日、Zipangが再始動。ドラマーKen2のバースデーイベント「Ken2王国祭」にて、1日限りのセッションバンドとしてZipangが復活。この日オリジナルメンバーは葵とKen2のみであった。

## ディスコグラフィー
Zipang
- 「急遽発売！」（2000年9月15日）マキシシングル
- 「神韻楽派」（2000年10月4日）プロモーションビデオ
- 「太政奉還」（2000年11月1日）1stアルバム

GOLD ROCKS
- 「Killer Makin'」（2002年）デモCD

Velvet Spider
- 「Velvet Spider」（2004年7月28日）

GOLD SEVENTEEN
- 「夢で逢えたら･･･ / 未来ノオト」（2005年6月6日）シングル

KONDO AOI
- 「MIDWAVE」（2009年）シングル
- 「トロピカルfree」（2009年）シングル
- 「モノリス」（2010年）シングル
- 「SURREAL STREET」（2010年10月31日）アルバム
  - 収録曲
    1. MIDWAVE (Album Mix)
    2. Let it Bounce
    3. Herbivore Days
    4. Anytime
    5. Runagate
    6. モノリス (Album Mix)
    7. One Thousand and One Nights
    8. Starshine Blue
    9. Red Dawn
    10. Sync
    11. トロピカルfree (Album Mix)

## 参加プロジェクト
- 「pop'n music 13 カーニバル」
  - Passion Girl(近藤葵 from GOLD SEVENTEEN) - 楽曲提供:古川竜也
- 「GuitarFreaks V4 Яock×Rock&DrumMania V4 Яock×Rock」
  - 5-10 (good-cool ft.近藤葵) - 楽曲提供:古川竜也